# 宮田早苗 (政治家)
宮田 早苗（みやた さなえ、1919年6月12日 - 2011年1月27日）は、日本の政治家。民社党衆議院議員（5期）。

## 経歴
山口県出身。1972年の第33回衆議院議員総選挙で福岡2区から民社党公認で立候補して初当選。連続5期務めた。1986年の第38回衆議院議員総選挙には立候補しなかった（後継者は北橋健治）。2011年死去。享年91。

## 栄典
- 1989年11月 - 勲二等瑞宝章を受章[2]